# Черепанов, Юрий Андреевич
Юрий Андреевич Черепа́нов (1922—2016) — советский художник-карикатурист, архитектор.

## Биография
Родился 23 декабря 1922 года в Буче (ныне Киевская область, Украина).
С 1942 года участвовал в Великой Отечественной войне. Ефрейтор. Служил писарем-чертёжником в артиллерийской части, зарисовывал панораму боевых действий с обозначением огневых точек врага.
Окончил МАРХИ, один из авторов проектов станций Московского метрополитена имени В. И. Ленина «Спортивная» и «ВДНХ».
Оформлял детские книжки. Работал в журналах «Крокодил», «Огонёк» и других. Автор сборников карикатур: «Карикатуры» (1969), «Будем знакомы» (1975), «Москвичи улыбаются» (1977), «Эльбрусские смешинки» (1980), «Вокруг автомобиля» (1984) и других. А также альбомов «Из афганского альбома» (1983) и «Афганские силуэты» (1988). Участник всесоюзных выставок сатиры. Персональные выставки художника состоялись в Москве (1967, 1984, 1985), Софии (Болгария 1978), Берлине (ГДР, 1987), в Кабуле (Афганистан, 1983). Член СХ СССР (1964).
Умер 3 ноября 2016 года. Похоронен в Москве на Востряковском кладбище (участок № 8).

## Награды
- заслуженный художник РСФСР (9.09.1983)[4]
- орден Отечественной войны II степени (11.03.1985)
- орден Почёта (17.08.1989) — за заслуги в укреплении культурных связей с Республикой Афганистан[5]
- медаль «За отвагу» (1.7.1944)
- две медали «За боевые заслуги» (18.3.1943; 16.5.1945)
- медаль «За трудовую доблесть» (09.09.1971)
- другие медали